# Abscesso esplênico
Abscesso esplênico é o abscesso no baço. Sua origem pode estar relacionada a episódios de bacteremia após infarto esplênico. Doenças como tuberculose, SIDA, neoplasias ou qualquer condição que leve à imunossupressão são capazes de alterar a apresentação clínica deste tipo de abscesso.[carece de fontes?]
O tratamento mais utilizado é a esplenectomia e terapia com antibióticos, embora a drenagem percutânea pode ser útil em alguns casos.
É um processo supurativo que envolve o parênquima esplênico ou o espaço subcapsular. Tem uma taxa de mortalidade superior a 47%. Possui aproximadamente 1000 relatos de casos no mundo, sendo por isso considerado raro e sendo de difícil diagnóstico.